# Epidendrum hornitense
Epidendrum hornitense är en orkidéart som beskrevs av Eric Hágsater och Luis M. Sánchez. Epidendrum hornitense ingår i släktet Epidendrum och familjen orkidéer.
Artens utbredningsområde är Panamá. Inga underarter finns listade i Catalogue of Life.